# Buslijn 2 (Haaglanden)
Buslijn 2 van de HTM was viermaal een buslijn in de regio Haaglanden, in de Nederlandse provincie Zuid-Holland.

## Geschiedenis
De allereerste buslijn 2 was een particuliere "wilde" buslijn tussen Molenwijk en Gedempte Burgwal. Op 1 januari 1927 werden alle particuliere lijnen verboden.

### 1963-1966
- 8 december 1963: De eerste instelling van HTM-buslijn 2 vond plaats ter compensatie van de opgeheven tramlijnen 2 en 5 langs een groot gedeelte van de voormalige tramroutes naar het  Staatspoor. Op 30 oktober 1966 werd de lijn bij de invoering van de eerste fase van het Plan Lehner zonder vervanging  opgeheven waarbij de passagiers werden verwezen naar tramlijn 3 en de buslijnen 19 en 26.

### 1967-1968
- 30 oktober 1967: De tweede instelling vond plaats tussen de Kwartellaan en het Valkenbosplein ter compensatie van de verdwenen tram 3 op dat traject. Er werd alleen maandag tot en met vrijdag overdag in een halfuurdienst gereden. Doordat er nauwelijks van de lijn werd gebruik gemaakt verdween deze weer op 27 mei 1968.

### 1972-1974
- 16 september 1972: De derde instelling van lijn 2 vond plaats als zeer korte lijn op het traject Turfmarkt - Staatsspoor - Bezuidenhout (Charlotte de Bourbonstraat) - Staatspoor - Turfmarkt. De lijn werd ingesteld omdat door werkzaamheden aan de nieuwe Utrechtsebaan het Bezuidenhout-West in een isolement was geraakt. Er werd met één dienstwagen een halfuurdienst gereden.

- 1 september 1974: Lijn 2 werd vernummerd in lijn 35. Deze lijn 2 en 35 vielen onder de "speciale autobuslijnen".[3]

### 1974-1983
- 3 november 1974: De vierde instelling van lijn 2 vond plaats op het traject Kraayenstein, Loosduinen en vandaar langs de Loosduinsevaart, de Lijnbaan en de Grote Marktstraat naar het centrum waar op de Turfmarkt de standplaats was. De lijn begon bescheiden maar groeide uit tot een drukke lijn die samen met lijn 19 en 26 de verbinding tussen Loosduinen en het centrum verzorgde. De lijn werd in 1975 verlengd naar Station Den Haag Centraal.

- 2 oktober 1983: Buslijn 2 was ingesteld als voorloper van de nieuwe tramlijn 2 en werd bij de indienststelling van deze tramlijn samen met lijn 19 (grotendeels) en 26 opgeheven.